# Ambasada Zjednoczonych Emiratów Arabskich w Mińsku
Ambasada Zjednoczonych Emiratów Arabskich w Mińsku (biał. Пасольства З'яднаных Арабскіх Эміратаў ў Мінску, ros. Посольство Объединенных Арабских Эмиратов в Минске) – placówka dyplomatyczna Zjednoczonych Emiratów Arabskich w Białorusi.

## Historia
Zjednoczone Emiraty Arabskie nawiązały stosunki dyplomatyczne z Białorusią 20 października 1992.
Pierwszy emiracki ambasador, Mohammad Meer Alraeesi, przybył na Białoruś 18 października 2008. 19 stycznia 2009 złożył on listy uwierzytelniające prezydentowi Alaksandrowi Łukaszence.